# Maniola suffusa
Maniola suffusa är en fjärilsart som beskrevs av Tutt 1896. Maniola suffusa ingår i släktet Maniola och familjen praktfjärilar. Inga underarter finns listade i Catalogue of Life.